# شامل علیف
شامل علیف (روسی: Шамиль Алиев؛ زادهٔ ۹ سپتامبر ۱۹۷۹) کشتی‌گیر اهل تاجیکستان است.